# Karin Jonnergård
Karin Margareta Jonnergård, född 23 juli 1957 i Ljungarums församling, Jönköpings län, är professor vid Linnéuniversitetet och Lunds universitet i företagsekonomi.

## Biografi

### Studier
Jonnergård inledde sina företagsekonomiska studier med att studera kooperationen. Hon doktorerade 1988 på avhandlingen ”Federativa processer och administrativ utveckling : en studie av federativa kooperativa organisationer”. Därmed var hon den första kvinna som disputerade i företagsekonomi vid Lunds universitet. Avhandlingen presenterades också i kooperativ årsbok 1990 av Jerker Nilsson.

### Forskning
Efter att ha arbetat vid Lunds Universitet flyttade Jonnergård till dåvarande Växjö Högskola (nu Linnéuniversitetet) och var central i att bygga upp det företagsekonomiska ämnet, forskningsgruppen för corporate governance (dvs. bolagsstyrning) och forum för professionsforskning. Hon arbetar för närvarande (2018) vid både Ekonomihögskolan vid Linnéuniversitetet samt Ekonomihögskolan vid Lunds Universitet. Karin Jonnergård har forskat om kontroll och kvalitetssäkring av privata och offentliga organisationer. Särskilt har hon intresserat sig för hur olika kontrollinstrument påverkar professioner och professioners arbetsvillkor. Hon forskar framför allt om kapitalmarknadens professioner dvs. revisorer, finansanalytiker och ekonomijournalister, men också om högskolan. Hon har också intresserat sig för kvalitetssäkring och gjort jämförelser mellan revision och sjukvårdens kvalitetssäkring samt forskat om hur högskolor nu styrs alltmer genom public management. Förutom att också vara generellt intresserad av frågor om bolagsstyrning fokuserar hon särskilt på forskning om styrelser och har med hjälp av enkäter till alla aktiebolags styrelser var femte år studerat utvecklingen i dessa sedan 1994. Hon har publicerat ett femtiotal publikationer inom dessa ämnen.

## Utmärkelser, ledamotskap och priser
- Ledamot av Vetenskapssocieteten i Lund (LVSL, 1999)[11]